# وزارة التنمية الدولية (المملكة المتحدة)
إن وزارة التنمية الدولية في المملكة المتحدة هي الدائرة الحكومية المسؤولة عن إدارة المساعدات الخارجية. الهدف من القسم هو «تعزيز التنمية المستدامة والقضاء على الفقر في العالم». وزارة التنمية الدولية برئاسة المملكة المتحدة وزير الدولة للتنمية الدولية. موقف قد عقدت منذ 24 تموز / يوليو 2019، ألوك شارما. في عام 2010 تقرير لجنة المساعدة الإنمائية (DAC)، وزارة التنمية الدولية وصف بأنه «إنمائية دولية رائدة في أوقات الأزمات العالمية». في شعار مساعدات المملكة المتحدة يستخدم في كثير من الأحيان للاعتراف علنا من وزارة التنمية الدولية بالبرامج الممولة من قبل دافعي الضرائب في المملكة المتحدة.
البرنامج الرئيسي لوزارة التنمية الدولية في مجالات العمل والتعليم والصحة والخدمات الاجتماعية، إمدادات المياه والصرف الصحي، الحكومة، المجتمع المدني، القطاع الاقتصادي (بما في ذلك البنية التحتية وقطاعات الإنتاج وتطوير التخطيط)، وحماية البيئة والبحوث المساعدة الإنسانية.
في حزيران / يونيه عام 2013 كجزء من 2013 الإنفاق جولة نتائج وأعلن أن وزارة التنمية الدولية إجمالي الميزانية البرنامجية زيادة بقيمة 10.3 مليار دولار في 2014/15 جنيه استرليني 11.1 مليار دولار في 2015/16 للمساعدة في تلبية المملكة المتحدة التزام الحكومة لإنفاق 0.7 ٪ من الدخل القومي الإجمالي (الناتج القومي الإجمالي) على المساعدة الإنمائية الرسمية (المساعدة الإنمائية الرسمية). وزارة التنمية الدولية هي المسؤولة عن غالبية المملكة المتحدة الإنمائية الرسمية؛ المتوقع أن مجموع جنيه استرليني 11.7 مليار دولار في 2014/15 جنيه استرليني 12.2 مليار دولار في 2015/16.
فإن المكتب الوطني لمراجعة الحسابات (2009) أداء إدارة المراجعة  ينظر في كيفية إدارة التنمية الدولية قد هيكلة ترتيبات إدارة الأداء على مدى السنوات ال 6 الماضية. تقرير استجاب لطلب من وزارة التنمية الدولية المحاسبية ضابط إعادة زيارة الموضوع بشكل دوري، وهو المراقب المالي ومراجع الحسابات العامة المتفق عليها أن تكون ذات قيمة. ووجدت الدراسة أن وزارة التنمية الدولية بالمملكة المتحدة قد تحسنت في العام للتدقيق من التقدم المحرز في الحد من الفقر والتقدم المحرز في تحقيق أهداف الشعب، ومع ذلك أشار إلى أنه لا يزال هناك مجال واضح لمزيد من التحسين.
في عام 2016 وزارة التنمية الدولية وتم نقله إلى مهمة مع اتهامات الاختلاس من التمويل في إقليم ما وراء البحار البريطانية من مونتسيرات. المبلغين شون ماكلولين بدأت إجراءات قانونية ضد إدارة في شرق البحر الكاريبي المحكمة ، والتشكيك في وزارة التنمية الدولية التحقيق في الغش العملية.

## الوزراء
وزارة التنمية الدولية بالمملكة المتحدة الوزراء على النحو التالي:
| وزير                              | رتبة                                                  | المحفظة (حسب المنطقة الجغرافية) |
| --------------------------------- | ----------------------------------------------------- | --- |
| Rt هون. ألوك شارما MP             | وزير الدولة لشؤون التنمية الدولية                     | المسؤولية العامة (بما في ذلك أفغانستان وباكستان عملية السلام في الشرق الأوسط) |
| Rt هون. الدكتور أندرو Murrison MP | وزير الدولة للتنمية الدولية (مشترك مع وزارة الخارجية) | الشرق الأوسط وشمال أفريقيا (التي تغطي وزارة الخارجية ووزارة التنمية الدولية السياسة)؛ الصراعات الإنسانية والأمنية (مطاردة); تحقيق الاستقرار (و الاستقرار وحدة); التنمية البشرية (الصحة العالمية الأمن الأمراض المدارية المهملة، والمياه، والصرف الصحي، والتغذية، الصحة الجنسية والإنجابية والحقوق); الصناديق العالمية الإدارة؛ عبر صندوق حكومي (CSSF). |
| أندرو ستيفنسون MP                 | وزير الدولة (مشترك مع وزارة الخارجية)                 | أفريقيا (مشترك مع وزارة الخارجية)؛ والتنمية الاقتصادية CDC ؛ عبر صندوق حكومي (الرخاء); السياسات الناشئة والابتكار والقدرة؛ والبحث؛ أوكرانيا، الحكم الرشيد الصندوق؛ الحوكمة المفتوحة المجتمعات، ومكافحة الفساد، تعليم الأطفال والشباب. |
| زاك الصائغ النائب                 | وكيل الوزارة للشؤون البرلمانية                        | المناخ والبيئة؛ الكاريبي وأقاليم ما وراء البحار؛ المشتريات والموردين المشاركة. |
| البارونة Sugg                     | البرلمانية وكيل وزارة الدولة للتنمية الدولية          | آسيا؛ الأمم المتحدة ورابطة; المؤسسات المالية الدولية؛ أوروبا والتجارة؛ الشراكات العالمية والتنمية المستدامة الأهداف؛ مجتمعات شاملة: المجتمع المدني، وترك أحدا خلف الشتات، الحماية الاجتماعية، والإعاقة والشيخوخة الإيمان المثليين و VAWG ؛ والحفاظ على قيمة مقابل المال والشفافية العوائد؛ الوزير أبركرومبي المنزل.                                    |

الحالية الأمين الدائم هو ماثيو رايكروفت، بعد أن تولى منصبه في كانون الثاني / يناير 2018.

## البعثة

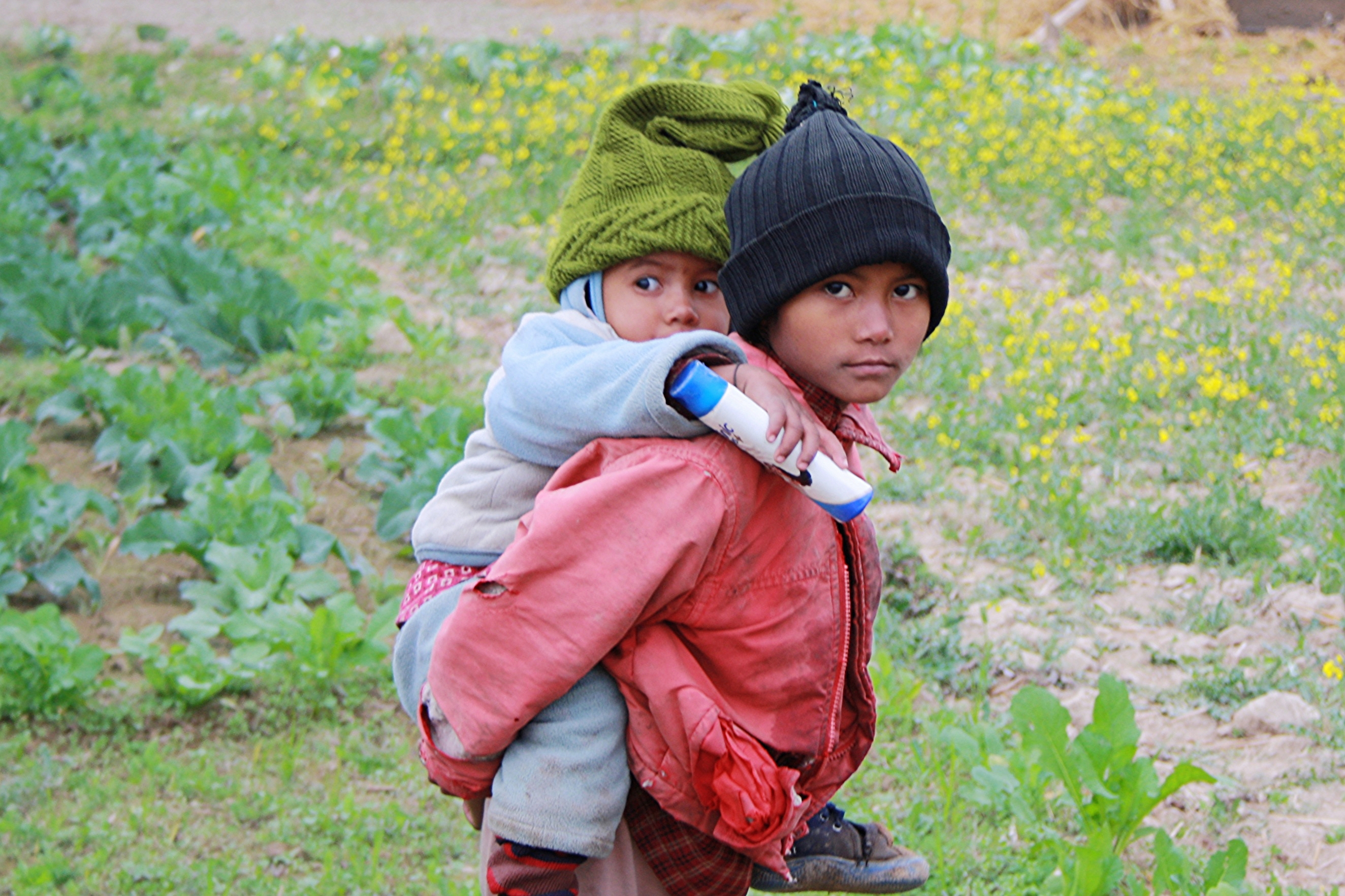
في المملكة المتحدة-بدعم مخطط في نيبال هو مساعدة تأكد من الأطفال يذهبون إلى المدارس بدلا من العمل في الحقول.

أهم قطعة من التشريعات التي تنظم وزارة التنمية الدولية العمل الدولية في تطوير القانون،  الذي دخل حيز النفاذ في 17 حزيران / يونيه 2002، استبدال التنمية والتعاون فيما وراء البحار لعام (1980). القانون يجعل من الفقر والتركيز على التنمية الدولية، وفعالية الخارجين عن القانون المعونة المشروطة.
فضلا عن الاستجابة للكوارث وحالات الطوارئ، وزارة التنمية الدولية تعمل على دعم الأمم المتحدة' الأهداف الثمانية الإنمائية للألفية، وهي:
- تخفيض عدد الأشخاص الذين يعيشون في الفقر المدقع والجوع
- كفالة حصول جميع الأطفال على التعليم الابتدائي
- تعزيز المساواة بين الجنسين وتعطي المرأة أقوى صوت
- خفض معدل الوفيات بين الأطفال
- تحسين صحة الأمهات
- مكافحة فيروس نقص المناعة البشرية / الإيدز والملاريا وغيرهما من الأمراض
- تأكد من حماية بيئة
- بناء شراكة عالمية من أجل العاملين في مجال التنمية.

مع الموعد النهائي في عام 2015.
وزير الخارجية السابقة هيلاري بن وأشار إلى أن على الاتجاهات الحالية، فإننا لن نحقق الأهداف الإنمائية للألفية بحلول عام 2015. على الرغم من أن بحلول عام 2010، وذلك أساسا بفضل نمو عالية في الهند والصين الذي كان 62% من فقراء العالم في عام 1990 كان هناك قدرا كبيرا من التقدم نحو تحقيق أهداف الألفية.

## التاريخ

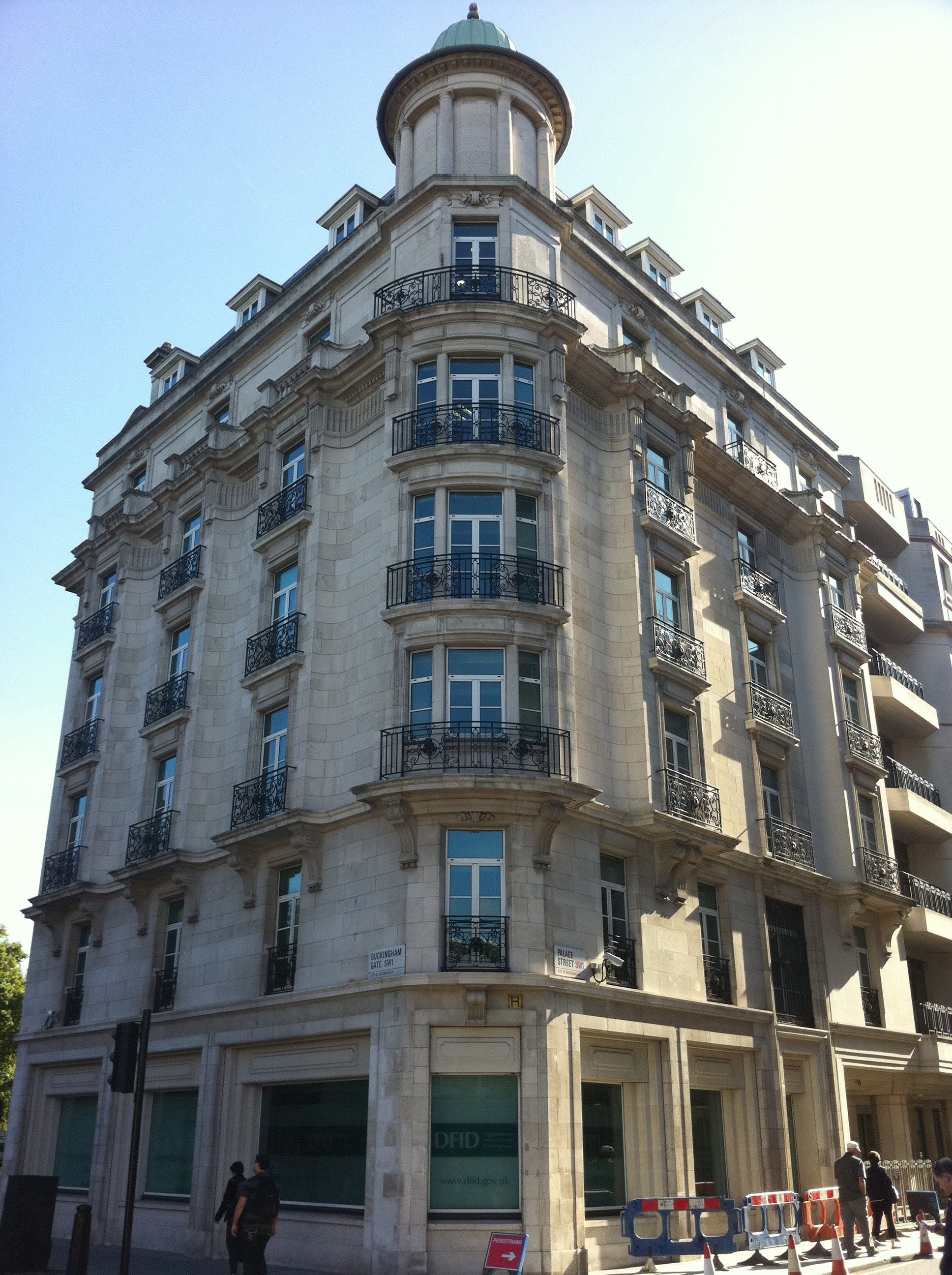
المقر القديم مبنى وزارة التنمية الدولية في لندن

إدارة جذوره من وزارة التنمية الخارجية التي تم إنشاؤها أثناء العمل في حكومة 1964-1970، الذي يجمع بين وظائف إدارة التعاون التقني في الخارج سياسة المساعدات مهام وزارة الخارجية، الكومنولث العلاقات الاستعمارية المكاتب والإدارات الحكومية الأخرى.
بعد انتخاب حكومة المحافظين في تشرين الأول / أكتوبر 1970، ووزارة التنمية في الخارج وقد أدرجت وزارة الخارجية تسمية إدارة التنمية فيما وراء البحار (المساعدة الإنمائية الرسمية). المساعدة الإنمائية الرسمية كان يشرف عليها وزير الدولة في وزارة الخارجية الذي كان مسؤولا أمام وزير الخارجية. على الرغم من أنه أصبح جزء من وزارة الخارجية، المساعدة الإنمائية الرسمية نسبيا الذاتي الواردة مع الوزير سياسات وإجراءات الموظفين لا تزال سليمة إلى حد كبير.
عندما عمل الحكومة عاد إلى منصبه في عام 1974، وأعلن أنه لن تكون مرة أخرى منفصل من وزارة التنمية الخارجية مع وزير الخاص. من يونيو عام 1975 صلاحيات وزير التنمية الخارجية تم نقلها رسميا إلى وزير الخارجية.
في عام 1977، جزئيا إلى دعم علاقاتها الصعبة مع الأعمال التجارية في المملكة المتحدة، أدخلت الحكومة المعونة والتجارة الحكم. هذا تمكين المساعدات غير مرتبطة بشروط ميسرة ائتمانات التصدير، مع كل المساعدات وائتمانات التصدير مرتبطة المشتريات البريطاني السلع والخدمات. الضغط على هذا الحكم من الشركات في المملكة المتحدة ووزارة التجارة والصناعة نشأت في جزء منه بسبب إدخال الفرنسية مختلطة برامج الائتمان التي بدأت تقدم الحكومة الفرنسية بدعم من أموال المعونة على الصادرات، بما في ذلك المشاريع في البلدان التي كانت فرنسا قد لا يعطى في السابق مساعدات كبيرة.
بعد انتخاب المحافظين في عهد مارجريت تاتشر عام 1979، وزارة تم نقله إلى وزارة الخارجية، كما وظيفية الجناح اسمه مرة أخرى إدارة التنمية فيما وراء البحار. المساعدة الإنمائية الرسمية واصلت تكون ممثلة في مجلس الوزراء من قبل وزير الخارجية في حين أن وزير التنمية الخارجية، الذي كان قد اليومية مسؤولية التنمية المسائل التي عقدت رتبة وزير الدولة في وزارة الخارجية.
في 1980s جزء من عمليات الوكالة نقلت إلى الشرق كيلبريد، بهدف خلق فرص عمل في منطقة خاضعة طويلة الأجل الصناعية الانخفاض.
قسم منفصل من وزارة الخارجية والكومنولث في عام 1997.
وزارة التنمية الدولية أو المساعدة الإنمائية الرسمية دور تحت:
|                                         | في مجلس الوزراء      | خارج مجلس الوزراء       |
| --------------------------------------- | -------------------- | ----------------------- |
| منفصلة دائرة حكومية                     | 1964-67 1997–present | 1961-64 1967-70 1974-75 |
| مسؤول في الخارجية وشؤون الكومنولث (FCO) | 1975-76              | 1970-74 1977-79 1979-97 |

على مدى تاريخها وزارة التنمية الدولية وسابقاتها كانت مستقلة في الإدارات أو جزء من وزارة الخارجية. في عام 1997 العمل فصل وزارة التنمية الدولية من وزارة الخارجية. كما أنها خفضت قيمة المساعدات مرتبطة شراء البريطانية السلع والخدمات التي غالبا ما أدت إلى المعونة ينفق إينيفيكتوالي.
جنبا إلى جنب مع بلدان الشمال الأوروبي ووزارة التنمية الدولية عموما تجنب إعداد برامجها التي يمكن أن تخلق البيروقراطية غير الضرورية. لتحقيق هذه التنمية الدولية توزع أكثر من المال على الحكومات وغيرها من المنظمات الدولية التي وضعت بالفعل برامج مناسبة ويتيح لهم توزيع المال بأكبر قدر من الكفاءة.
في تموز / يوليه 2009، وزارة التنمية الدولية باعادة تسمية جميع برامج المعونة مع المملكة المتحدة المساعدات شعار توضيح مساهمات قادمة من الناس في المملكة المتحدة. في حين أن قرار اجتمع مع بعض الجدل بين العاملين في مجال المعونة في ذلك الوقت، المشاع التنمية الدولية حدد رئيس اللجنة مالكولم بروس شرح العلامة التجارية قائلا «اسم وزارة التنمية الدولية لا تعكس حقيقة أن هذه هي المؤسسة البريطانية؛ يمكن أن يكون أي شيء. الأميركيون لهم الوكالة الأمريكية للتنمية الدولية في كندا توجد الوكالة الكندية للتنمية الدولية.»

### سد برجاو
عندما كانت إدارة التنمية فيما وراء البحار، اندلعت فضيحة تتعلق المملكة المتحدة تمويل سد لتوليد الطاقة الكهرومائية على نهر برجاو في ماليزيا بالقرب من الحدود التايلاندية. أعمال البناء بدأت في عام 1991 مع المال من المملكة المتحدة المساعدات الخارجية الميزانية. بالتزامن الحكومة الماليزية اشترى ما يقارب مليار دولار من الأسلحة من المملكة المتحدة. هذا الربط من صفقات الأسلحة إلى المساعدات كانت غير ملائمة، أصبح موضوع الحكومة البريطانية التحقيق من آذار / مارس 1994.

### إثيوبيا
في شباط / فبراير عام 2015، وزارة التنمية الدولية انتهت الدعم المالي المثير للجدل مشروع تطوير يزعم أنها ساعدت الحكومة الإثيوبية صندوق وحشية إعادة التوطين.
أربعة ملايين شخص أجبروا على ترك أراضيهم من قبل قوات الأمن بينما منازلهم ومزارعهم تم بيعها إلى المستثمرين الأجانب. في أوائل عام 2017 إدارة انتهت جنيه استرليني 5.2 m دعم كل فتاة الإثيوبية التمثيل فريق البوب Yegna, نقلا عن المخاوف بشأن فعالية والقيمة مقابل المال من البرنامج.

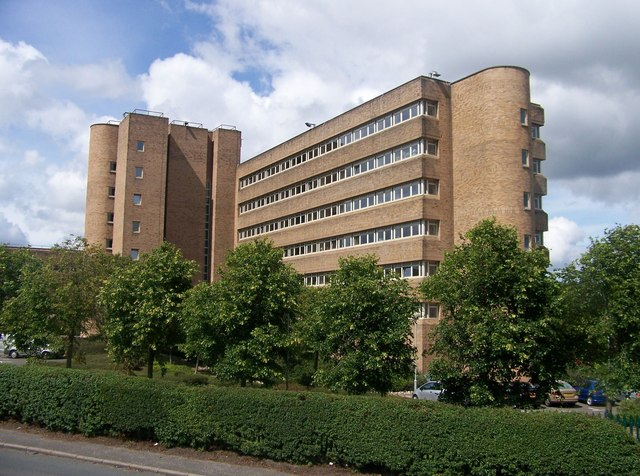
إدارة التنمية الدولية بناء في ااست كيلبريد

## الميزانية

خريطة العالم توضح كمية القطرية في المملكة المتحدة المساعدة الإنمائية الرسمية التي تتلقاها كل بلد للفرد الواحد في عام 2015.

في عام 2010، وزارة التنمية الدولية كانت انتقد إنفاق حوالي 15 مليون جنيه استرليني سنويا في المملكة المتحدة، على الرغم من أن هذا يمثل فقط 0.25% من إجمالي الميزانية. جنيه استرليني 1.85 مليون أعطيت وزارة الخارجية لتمويل الزيارة البابوية من البابا بنديكت السادس عشر في أيلول / سبتمبر 2010، على الرغم من أن المتحدث باسم وزارة ان «مساهمة معترف بها من الكنيسة الكاثوليكية دور كبير مزود خدمات الصحة والتعليم في البلدان النامية». كانت هناك انتقادات من بعض الإنفاق من قبل المنظمات الدولية مع اليونسكو والمنظمة كونها ضعيفة بشكل خاص. الحكومة كما انتقد زيادة ميزانية المساعدات في الوقت الذي الإدارات الأخرى يجري قطع. رئيس المحافظة ضغط الفريق دافعي الضرائب التحالف إن «الإدارة يجب على الأقل الحصول على نفس المعاملة غيرها من المجالات ذات الأولوية العالية مثل العلم لم نقدية تجميد سيوفر المليارات». في تشرين الثاني / نوفمبر 2015، وزارة التنمية الدولية صدر سياسة جديدة وثيقة بعنوان «المساعدات البريطانية: التصدي للتحديات العالمية في المصلحة الوطنية».
في عام 2010 واردة التحالف وعدت الحكومة للحد من تكاليف المكاتب الخلفية إلى 2% فقط من الميزانية لتحسين الشفافية من خلال نشر أكثر على موقعه على الإنترنت.
ميزانية 2011-12 6.7 مليار جنيه استرليني بما في ذلك £1.4 مليار دولار من رأس المال.
عندما يكون الصراع والاستقرار والأمن صندوق، صندوق أكثر من £1 مليار دولار سنويا لمعالجة الصراع وعدم الاستقرار في الخارج، أنشئت في 1 نيسان / أبريل 2015 تحت سيطرة مجلس الأمن القومي، جنيه استرليني 823 مليون دولار من وزارة التنمية الدولية ميزانية الصندوق £739 مليون دولار والتي كانت تدار من قبل وزارة الخارجية والكومنولث جنيه استرليني 42 مليون دولار من قبل وزارة الدفاع. بعد ذلك أعرب في وسائل الإعلام أن المملكة المتحدة ميزانية المساعدات كانت تنفق على الدفاع وأهداف السياسة الخارجية ودعم عمل الإدارات الأخرى.

### جدول المنح الدولية
يسرد الجدول التالي ملتزمة بتمويل من وزارة التنمية الدولية الـ 15 القطاعات المسجلة في وزارة التنمية الدولية المساعدات الدولية مبادرة الشفافية (وهي المنصة) المنشورات. وزارة التنمية الدولية انضم وهي المنصة في كانون الثاني / يناير 2011 ولكن أيضا سجلات المنح قبل تلك النقطة. القطاعات استخدام أسماء من لجنة المساعدة الإنمائية 5 أرقام قطاع قائمة.

## بحوث وزارة التنمية الدولية
وزارة التنمية الدولية بالمملكة المتحدة هي أكبر مانح ثنائي التنمية التي تركز على الأبحاث. جديد العلوم والتقنيات والأفكار حاسمة من أجل تحقيق الأهداف الإنمائية للألفية، ولكن الأبحاث العالمية الاستثمارات غير كافية لتتناسب مع احتياجات ولا تركز على أولويات الفقراء. العديد من السياسة والتكنولوجيا والابتكارات تتطلب نطاق دولي من الجهد البحثي. على سبيل المثال، برنامج وزارة التنمية الدولية المانحة الرئيسية الدولية (لوبيلوزا): التي وضعت مبيد آفات حيوية عن الجراد التحكم في دعم المزارع الصغيرة المزارعين في منطقة الساحل.
وزارة التنمية الدولية للبحوث اللجان البحوث للمساعدة في سد هذه الفجوة، تهدف إلى ضمان نتائج ملموسة على سبل عيش الفقراء في جميع أنحاء العالم. كما أنها تسعى إلى النفوذ الدولية في المملكة المتحدة برامج البحوث، ووضع الحد من الفقر وتحقيق احتياجات الفقراء في طليعة الجهود البحثية العالمية.
وزارة التنمية الدولية البحوث إدارة البحوث الطويلة الأجل مبادرات تشمل فرادى البلدان أو المناطق، فقط الأموال الأنشطة إذا كان هناك فرص واضحة وآليات البحث أن يكون لها تأثير كبير على الفقر.
البحوث الممولة من خلال مجموعة من الآليات، بما في ذلك برنامج البحوث والاتحادات بالاشتراك مع غيرها من الممولين بحوث التنمية، مع البحوث في المملكة المتحدة المجالس مع الوكالات المتعددة الأطراف (مثل البنك الدولي، منظمة الأغذية والزراعة، منظمة الصحة العالمية). معلومات عن كل من وزارة التنمية الدولية الحالية وبرامج البحث الانتهاء من البحث يمكن العثور على بوابة أبحاث من أجل التنمية. من تشرين الثاني / نوفمبر 2012 كل جديد وزارة التنمية الدولية بتمويل البحوث ستخضع إلى وزارة التنمية الدولية البحثية المفتوحة وتعزيز نهج الوصول. وزيرة التنمية الدولية أندرو ميتشل أعلن أن تضمن «أن هذه النتائج في أيدي أولئك الذين في العالم النامي الذين يقفون إلى كسب أكثر من وضعها حيز الاستخدام العملي».
وزارة التنمية الدولية أطلقت أول إستراتيجية البحوث في نيسان / أبريل 2008. هذا وتؤكد وزارة التنمية الدولية التزام تمويل الأبحاث ذات الجودة العالية التي تهدف إلى إيجاد حلول وسبل الحد من الفقر في العالم. إستراتيجية جديدة تحدد الأولويات الست:
- نمو[41]
- الصحة[42]
- الزراعة المستدامة[43]
- تغير المناخ[44]
- الحكم في البيئات الصعبة[45]
- التحديات والفرص المستقبلية[46]

الاستراتيجية أيضا يسلط الضوء على ثلاثة من أهم المجالات الشاملة، حيث التنمية الدولية سوف تستثمر المزيد من التمويل:
- بناء القدرات[47]
- البحث والاتصال امتصاص[48]
- تحفيز الطلب على البحوث[49]

وزارة التنمية الدولية في الآونة الأخيرة باستعراض التقدم المحرز في البحوث الاستراتيجية

## مبادئ من أجل التنمية الرقمية
بالإضافة إلى وزارة التنمية الدولية للبحوث فتح فرص السياسة،  وزارة التنمية الدولية تتوقع الشركاء والموردين التمسك بالمبادئ من أجل التنمية الرقمية في جميع البرامج. فإن المبادئ من أجل التنمية الرقمية أيضا ميزة في «إدارة التنمية الدولية الاستراتيجية الرقمية 2018 إلى 2020: فعل التنمية في العالم الرقمي»

## رصد
وزارة التنمية الدولية هو تمحيص من قبل البريطانيين العموم لجنة التنمية الدولية واللجنة المستقلة تأثير المعونة.

## وصلات خارجية
- الصفحة الرئيسية بالمملكة
- وزارة التنمية الدولية Research4Development (R4D) البوابة التي توفر المعلومات عن وزارة التنمية الدولية بتمويل البحوث
- الدولية خدمة المواطن بتمويل من وزارة التنمية الدولية، ويقدم الطوعية الفرص للشباب الذين تتراوح أعمارهم بين 18-25

مقاطع الفيديو
- وزارة التنمية الدولية قناة يوتيوب